# Yank Lawson
John Rhea "Yank" Lawson, född 3 maj, 1911 i Trenton i Missouri, död 1995 i Indianapolis, Indiana, var en trumpetspelare inom jazz, känd för Dixieland och i mindre utsträckning för swingmusik. Han var känd under namnet Yank Lawson under nästan hela sitt liv. 
Från 1933 till 1935 arbetade Lawson med Ben Pollacks orkester och efter det blev en av startarna till Bob Crosby Orchestra. Senare arbetade han med Benny Goodman och Tommy Dorsey, men också senare tillsammans med Crosby år 1941. Senare under 1940-talet blev han en studiomusiker där han under sin egen ledning arbetade med Dixieland-musik. Under 1950-talet startade Lawson och Bob Haggart bandet Lawson-Haggart och arbetade tillsammans ända tills 1968, då de skapade The World's Greatest Jazz Band, en Dixieland-grupp som skulle spela och framföra tillsammans för näst kommande tio åren. Han förblev en viktig gestalt för Dixielandmusik ända tills sin bortgång.
Han blev invald i Big Band and Jazz Hall of Fame år 1998.